# Laudo Natel
Laudo Natel (São Manuel, 14 de setembro de 1920 – São Paulo, 18 de maio de 2020) foi um político, empresário, dirigente esportivo brasileiro e 46.° e 48.° Governador de São Paulo de 1966 a 1967 e novamente de 1971 até 1975.

## Biografia
Filho de Bento Alves Natel e Albertina Barone, de ascendência italiana, Laudo estudou nas cidades de Mirassol e Araraquara. Depois de formado, iniciou carreira no setor bancário, exercendo os mais diversos cargos. Foi funcionário do Banco Noroeste, onde era colega de Amador Aguiar, que mais tarde o levaria para o Banco Brasileiro de Descontos, atual Bradesco. Natel acompanhou o amigo, sendo por muito tempo o seu braço-direito, chegando a diretor do banco. Também foi diretor da Associação Comercial de São Paulo, diretor do Sindicato dos Bancos de São Paulo e presidente da comissão bancária do Conselho Monetário Nacional.
Eleito tesoureiro do São Paulo Futebol Clube em 1952, cresceu politicamente no clube, alcançando os cargos de diretor financeiro e, mais tarde, presidente. É patrono do clube, graças a sua atuação na prospecção de recursos para viabilizar a construção do Estádio do Morumbi.

### Carreira política
Em 1962, com a campanha eleitoral organizada por Osvaldo Moles, elegeu-se vice-governador, concorrendo em faixa própria — no sistema eleitoral de então, o voto no "vice" era desvinculado. Elegeu-se, portanto, em chapa diferente da composta pelo governador eleito, Ademar de Barros. Em 1965, Laudo concorreu à prefeitura do município de São Paulo, mas perdeu as eleições para o Brigadeiro Faria Lima.

Posse de Laudo Natel como governador de São Paulo, em 1971.

Laudo Natel foi por duas vezes governador de São Paulo. A primeira, entre 6 de junho de 1966 e 31 de janeiro de 1967, deu-se quando, como vice-governador, substituiu o então governador Ademar de Barros, cassado pelo governo militar brasileiro. Para assumir, licenciou-se do cargo de presidente do São Paulo, para o qual tinha sido eleito dois meses antes. Nesse primeiro mandato no governo, continuando um projeto de Ademar, Natel unificou as onze usinas hidrelétricas de São Paulo, que deram origem à Companhia Energética de São Paulo (CESP) e modernizou o sistema fazendário estadual, por meio de seu secretário Antônio Delfim Netto.
A segunda, entre 15 de março de 1971 e 15 de março de 1975, deu-se quando foi eleito, de maneira indireta, pelo colégio eleitoral. Nesse período de governo, deu ênfase ao desenvolvimento do interior, com o Plano Rodoviário de Interiorização do Desenvolvimento (PROINDE), unificou toda a malha ferroviária paulista em torno da FEPASA (Ferrovia Paulista S/A), prosseguiu a construção da pista ascendente da Rodovia dos Imigrantes, criou a Sabesp e a Cetesb, inaugurou as primeiras estações do Metrô e elaborou plano para desenvolvimento do Vale do Ribeira.
Durante o mandato, demitiu por carta o prefeito de São Paulo, José Carlos de Figueiredo Ferraz, devido a inúmeras discordâncias administrativas. Para justificar tal ato, alegou "falta de sintonia" de Figueiredo Ferraz com o Estado e a União. A versão mais aceita é a de que Figueiredo Ferraz foi demitido por ter dito que São Paulo tinha que parar de crescer.[carece de fontes?]
Escolhido pelo Palácio do Planalto, candidatou-se para um terceiro mandato em 1978, mas foi derrotado na convenção do seu partido (a ARENA) por Paulo Maluf, que fora o secretário de Transportes de sua segunda gestão. Aspirou novamente ao governo do Estado em 1982, mas também perdeu na escolha interna do partido (desta vez o PDS, sigla sucessora da ARENA), agora para Reynaldo de Barros, então prefeito de São Paulo e ligado ao malufismo.

## Homenagens
Em 2005, recebeu homenagem do São Paulo Futebol Clube, tendo o novo centro de treinamento do clube sido batizado com seu nome. Por ser do interior, Laudo Natel se definia como sendo o "governador caipira".
O Hospital Veterinário, Unidade Auxiliar da Faculdade de Ciências Agrárias e Veterinária (FCAV) - UNESP - Câmpus de Jaboticabal, inaugurado em 1974, também leva seu nome.

## Morte
Laudo Natel morreu de causas não reveladas em 18 de maio de 2020, em São Paulo, quatro meses antes de completar 100 anos.